# Ronda 6 de 2008 da Superleague Fórmula

A 6ª Ronda de 2008 da Superleague Fórmula foi realizada no fim-de-semana de 22 e 23 de Novembro de 2008 no Circuito Permanente de Jerez, em Espanha. A 1ª corrida foi vencida pelo clube italiano A.C. Milan, com o holandês Robert Doornbos a pilotar. A 2ª corrida foi vencida pelo clube alemão Borussia Dortmund, com o piloto britânico James Walker ao volante.

## Resultados[1]

### Qualificação

#### Grupo A
| Pos. | Clube              | Equipa de Automobilismo | Piloto            | Tempo    |
| ---- | ------------------ | ----------------------- | ----------------- | -------- |
| 1    | Liverpool F.C.     | Hitech Junior Team      | Adrián Vallés     | 1:28.998 |
| 2    | Atlético de Madrid | EuroInternational       | Andy Soucek       | 1:29.192 |
| 3    | F.C. Porto         | Hitech Junior Team      | Tristan Gommendy  | 1:29.208 |
| 4    | SC Corinthians     | EuroInternational       | Antônio Pizzonia  | 1:29.598 |
| 5    | FC Basel           | GU-Racing International | Max Wissel        | 1:29.600 |
| 6    | Al Ain FC          | Azerti Motorsport       | Bertrand Baguette | 1:29.851 |
| 7    | PSV Eindhoven      | Azerti Motorsport       | Yelmer Buurman    | 1:29.948 |
| 8    | Olympiacos CFP     | GU-Racing International | Stamatis Katsimis | 1:30.280 |
| 9    | Beijing Guoan      | Zakspeed                | Davide Rigon      | 1:43.254 |

#### Grupo B
| Pos. | Clube                  | Equipa de Automobilismo | Piloto                | Tempo     |
| ---- | ---------------------- | ----------------------- | --------------------- | --------- |
| 1    | A.S. Roma              | FMS International       | Franck Perera         | 1:28.986  |
| 2    | A.C. Milan             | Scuderia Playteam       | Robert Doornbos       | 1:29.040  |
| 3    | Galatasaray S.K.       | Scuderia Playteam       | Alessandro Pier Guidi | 1:29.571  |
| 4    | Sevilla FC             | GTA Motor Competicion   | Borja García          | 1:29.940  |
| 5    | Tottenham Hotspur F.C. | GTA Motor Competicion   | Duncan Tappy          | 1:30.088  |
| 6    | Rangers F.C.           | Alan Docking Racing     | Ryan Dalziel          | 1:30.114  |
| 7    | R.S.C. Anderlecht      | Team Astromega          | Craig Dolby           | 1:30.142  |
| 8    | CR Flamengo            | Team Astromega          | Tuka Rocha            | 1:30.771  |
| 9    | Borussia Dortmund      | Zakspeed                | James Walker          | sem tempo |

##### Quadro de Eliminatórias
|  | Quartas de final                                         | Quartas de final                               |                                                  |          | Semifinais | Semifinais |  |  | Final | Final |
|  |                                                          |                                                |                                                  |          |            |            |  |  |       |       |
|  | A1-B4                                                    |                                                |                                                  |          |            |            |  |  |       |       |
|  |                                                          |                                                |                                                  |          |            |            |  |  |       |       |
|  | Liverpool F.C. Adrián Vallés Hitech Junior Team          | 1:28.778                                       |                                                  |          |            |            |  |  |       |       |
|  | Liverpool F.C. Adrián Vallés Hitech Junior Team          | 1:28.778                                       | A1-A3                                            |          |            |            |  |  |       |       |
|  | Sevilla FC Borja García GTA Motor Competicion            | 1:29.742                                       |                                                  |          |            |            |  |  |       |       |
|  | Sevilla FC Borja García GTA Motor Competicion            | 1:29.742                                       | Liverpool F.C. Adrián Vallés Hitech Junior Team  | 1:28.952 |            |            |  |  |       |       |
|  | A3-B2                                                    |                                                | Liverpool F.C. Adrián Vallés Hitech Junior Team  | 1:28.952 |            |            |  |  |       |       |
|  |                                                          | F.C. Porto Tristan Gommendy Hitech Junior Team | 1:29.449                                         |          |            |            |  |  |       |       |
|  | F.C. Porto Tristan Gommendy Hitech Junior Team           | F.C. Porto Tristan Gommendy Hitech Junior Team | 1:29.449                                         | 1:29.041 |            |            |  |  |       |       |
|  | F.C. Porto Tristan Gommendy Hitech Junior Team           |                                                | A1-B1                                            | 1:29.041 |            |            |  |  |       |       |
|  | A.C. Milan Robert Doornbos Scuderia Playteam             | 1:29.223                                       |                                                  |          |            |            |  |  |       |       |
|  | A.C. Milan Robert Doornbos Scuderia Playteam             | 1:29.223                                       | Liverpool F.C. Andy Soucek Hitech Junior Team    | 1:29.088 |            |            |  |  |       |       |
|  | A2-B3                                                    |                                                | Liverpool F.C. Andy Soucek Hitech Junior Team    | 1:29.088 |            |            |  |  |       |       |
|  |                                                          | A.S. Roma Franck Perera FMS International      | 1:29.328                                         |          |            |            |  |  |       |       |
|  | Atlético de Madrid Andy Soucek EuroInternational         | A.S. Roma Franck Perera FMS International      | 1:29.328                                         | 1:29.634 |            |            |  |  |       |       |
|  | Atlético de Madrid Andy Soucek EuroInternational         | A2-B1                                          |                                                  | 1:29.634 |            |            |  |  |       |       |
|  | Galatasaray S.K. Alessandro Pier Guidi Scuderia Playteam | 1:30.811                                       |                                                  |          |            |            |  |  |       |       |
|  | Galatasaray S.K. Alessandro Pier Guidi Scuderia Playteam | 1:30.811                                       | Atlético de Madrid Andy Soucek EuroInternational | 1:29.317 |            |            |  |  |       |       |
|  | A4-B1                                                    |                                                | Atlético de Madrid Andy Soucek EuroInternational | 1:29.317 |            |            |  |  |       |       |
|  |                                                          | A.S. Roma Franck Perera FMS International      | 1:28.889                                         |          |            |            |  |  |       |       |
|  | SC Corinthians Antônio Pizzonia EuroInternational        | A.S. Roma Franck Perera FMS International      | 1:28.889                                         | 1:29.598 |            |            |  |  |       |       |
|  | SC Corinthians Antônio Pizzonia EuroInternational        |                                                |                                                  | 1:29.598 |            |            |  |  |       |       |
|  | A.S. Roma Franck Perera FMS International                | 1:28.986                                       |                                                  |          |            |            |  |  |       |       |
|  | A.S. Roma Franck Perera FMS International                | 1:28.986                                       |                                                  |          |            |            |  |  |       |       |

### Corridas

#### Corrida 1

##### Grelha de Partida
| Pos. | Clube                  | Equipa de Automobilismo | Piloto                | Tempo     |
| ---- | ---------------------- | ----------------------- | --------------------- | --------- |
| 1    | Liverpool F.C.         | Hitech Junior Team      | Adrián Vallés         | 1:29.088  |
| 2    | A.S. Roma              | FMS International       | Franck Perera         | 1:29.328  |
| 3    | F.C. Porto             | Hitech Junior Team      | Tristan Gommendy      | 1:29.499  |
| 4    | Atlético de Madrid     | EuroInternational       | Andy Soucek           | 1:29.317  |
| 5    | Galatasaray S.K.       | Scuderia Playteam       | Alessandro Pier Guidi | 1:30.811  |
| 6    | A.C. Milan             | Scuderia Playteam       | Robert Doornbos       | 1:29.223  |
| 7    | Sevilla FC             | GTA Motor Competicion   | Borja García          | 1:29.742  |
| 8    | SC Corinthians         | EuroInternational       | Antônio Pizzonia      | 1:29.966  |
| 9    | Tottenham Hotspur F.C. | GTA Motor Competicion   | Duncan Tappy          | 1:30.088  |
| 10   | FC Basel               | GU-Racing International | Max Wissel            | 1:29.600  |
| 11   | Rangers F.C.           | Alan Docking Racing     | Ryan Dalziel          | 1:30.114  |
| 12   | Al Ain FC              | Azerti Motorsport       | Bertrand Baguette     | 1:29.851  |
| 13   | R.S.C. Anderlecht      | Team Astromega          | Craig Dolby           | 1:30.142  |
| 14   | PSV Eindhoven          | Azerti Motorsport       | Yelmer Buurman        | 1:29.948  |
| 15   | CR Flamengo            | Team Astromega          | Tuka Rocha            | 1:30.771  |
| 16   | Olympiacos CFP         | GU-Racing International | Stamatis Katsimis     | 1:30.280  |
| 17   | Beijing Guoan          | Zakspeed                | Davide Rigon          | 1:43.254  |
| 18   | Borussia Dortmund      | Zakspeed                | James Walker          | sem tempo |

| Cor | Observação                       |
| --- | -------------------------------- |
|     | Disputa pela pole                |
|     | Eliminados na semi-final         |
|     | Eliminados nas quartas-de-finais |
|     | Eliminados na 1ª fase            |

##### Classificação
| Pos                                                                        | Clube                  | Equipa de Automobilismo | Piloto                | Voltas | Tempo/Aband.         | Grelha | Pts. |
| -------------------------------------------------------------------------- | ---------------------- | ----------------------- | --------------------- | ------ | -------------------- | ------ | ---- |
| 1                                                                          | A.C. Milan             | Scuderia Playteam       | Robert Doornbos       | 30     | 46:39.203            | 6      | 50   |
| 2                                                                          | F.C. Porto             | Hitech Junior Team      | Tristan Gommendy      | 30     | +1.290               | 3      | 45   |
| 3                                                                          | Tottenham Hotspur F.C. | GTA Motor Competicion   | Duncan Tappy          | 30     | +4.122               | 9      | 40   |
| 4                                                                          | R.S.C. Anderlecht      | Team Astromega          | Craig Dolby           | 30     | +5.428               | 13     | 36   |
| 5                                                                          | A.S. Roma              | FMS International       | Franck Perera         | 30     | +7.059               | 2      | 32   |
| 6                                                                          | Sevilla FC             | GTA Motor Competicion   | Borja García          | 30     | +7.684               | 7      | 29   |
| 7                                                                          | Liverpool F.C.         | Hitech Junior Team      | Adrián Vallés         | 30     | +7.984               | 1      | 26   |
| 8                                                                          | PSV Eindhoven          | Azerti Motorsport       | Yelmer Buurman        | 30     | +8.208               | 14     | 23   |
| 9                                                                          | Beijing Guoan          | Zakspeed                | Davide Rigon          | 30     | +15.810              | 17     | 20   |
| 10                                                                         | Al Ain FC              | Azerti Motorsport       | Bertrand Baguette     | 30     | +27.206              | 12     | 18   |
| 11                                                                         | FC Basel               | GU-Racing International | Max Wissel            | 30     | +28.989              | 10     | 16   |
| 12                                                                         | SC Corinthians         | EuroInternational       | Antônio Pizzonia      | 30     | +30.628*             | 8      | 14   |
| 13                                                                         | Olympiacos CFP         | GU-Racing International | Stamatis Katsimis     | 30     | +52.609              | 16     | 12   |
| 14                                                                         | Borussia Dortmund      | Zakspeed                | James Walker          | 30     | +53.063              | 18     | 10   |
| 15 (NA)                                                                    | Rangers F.C.           | Alan Docking Racing     | Ryan Dalziel          | 23     | +7 Voltas            | 11     | 8    |
| 16 (NA)                                                                    | Atlético de Madrid     | EuroInternational       | Andy Soucek           | 13     | Pião                 | 4      | 7    |
| 17 (NA)                                                                    | CR Flamengo            | Team Astromega          | Tuka Rocha            | 9      | Caixa de Velocidades | 15     | 6    |
| 18 (NA)                                                                    | Galatasaray S.K.       | Scuderia Playteam       | Alessandro Pier Guidi | 6      | Motor                | 5      | 5    |
| Volta mais rápida: R.S.C. Anderlecht, Team Astromega, Craig Dolby 1:30.101 |                        |                         |                       |        |                      |        |      |

* - O SC Corinthians, com Antônio Pizzonia ao volante, foi penalizado em 30 segundos por fazer uma paragem nas boxes fora da janela obrigatória.
Nota: NC: Não começou a corrida; NA: Não acabou a corrida

#### Corrida 2
Nota: A grelha de partida para a 2ª Corrida corresponde à inversão total das posições finais da 1ª Corrida (por exemplo: o último da 1ª Corrida partirá em 1º para a 2ª Corrida)
| Pos                                                                            | Clube                  | Equipa de Automobilismo | Piloto                | Voltas | Tempo/Aband.         | Grelha | Pts. |
| ------------------------------------------------------------------------------ | ---------------------- | ----------------------- | --------------------- | ------ | -------------------- | ------ | ---- |
| 1                                                                              | Borussia Dortmund      | Zakspeed                | James Walker          | 30     | 46:42.999            | 4      | 50   |
| 2                                                                              | SC Corinthians         | EuroInternational       | Antônio Pizzonia      | 30     | +1.535               | 7      | 45   |
| 3                                                                              | Beijing Guoan          | Zakspeed                | Davide Rigon          | 30     | +2.345               | 10     | 40   |
| 4                                                                              | Galatasaray S.K.       | Scuderia Playteam       | Alessandro Pier Guidi | 30     | +25.500              | 1      | 36   |
| 5                                                                              | A.S. Roma              | FMS International       | Franck Perera         | 30     | +25.731              | 14     | 32   |
| 6                                                                              | Rangers F.C.           | Alan Docking Racing     | Ryan Dalziel          | 30     | +30.622              | 3      | 29   |
| 7                                                                              | Al Ain FC              | Azerti Motorsport       | Bertrand Baguette     | 30     | +31.906              | 9      | 26   |
| 8                                                                              | R.S.C. Anderlecht      | Team Astromega          | Craig Dolby           | 30     | +32.986              | 15     | 23   |
| 9                                                                              | PSV Eindhoven          | Azerti Motorsport       | Yelmer Buurman        | 30     | +34.756              | 11     | 20   |
| 10                                                                             | A.C. Milan             | Scuderia Playteam       | Robert Doornbos       | 30     | +38.723              | 18     | 18   |
| 11                                                                             | Sevilla FC             | GTA Motor Competicion   | Borja García          | 30     | +40.878              | 13     | 16   |
| 12                                                                             | F.C. Porto             | Hitech Junior Team      | Tristan Gommendy      | 30     | +41.205              | 17     | 14   |
| 13 (NA)                                                                        | CR Flamengo            | Team Astromega          | Tuka Rocha            | 23     | Pião                 | 2      | 12   |
| 14 (NA)                                                                        | Tottenham Hotspur F.C. | GTA Motor Competicion   | Duncan Tappy          | 14     | Caixa de velocidades | 16     | 10   |
| 15 (NA)                                                                        | Liverpool F.C.         | Hitech Junior Team      | Adrián Vallés         | 13     | Caixa de velocidades | 12     | 8    |
| 16 (NA)                                                                        | Olympiacos CFP         | GU-Racing International | Stamatis Katsimis     | 7      | Acidente             | 6      | 7    |
| 17 (NA)                                                                        | FC Basel               | GU-Racing International | Max Wissel            | 7      | Acidente             | 8      | 6    |
| 18 (NA)                                                                        | Atlético de Madrid     | EuroInternational       | Andy Soucek           | 5      | Pião                 | 5*     | 5    |
| Volta mais rápida: Atlético de Madrid, EuroInternational, Andy Soucek 1:23.475 |                        |                         |                       |        |                      |        |      |

* - O Atlético de Madrid, com Andy Soucek ao volante, foi penalizado com a perda de 2 lugares por ter causado um acidente evitável.
Nota: NC: Não começou a corrida; NA: Não acabou a corrida

## Tabela do campeonato após a corrida
Nota: Só as cinco primeiras posições estão incluídas na tabela.
| Pos | Clube          | Equipa de Automobilismo | Piloto          | Pontos |
| --- | -------------- | ----------------------- | --------------- | ------ |
| 1   | Beijing Guoan  | Zakspeed                | Davide Rigon    | 413    |
| 2   | PSV Eindhoven  | Azerti Motorsport       | Yelmer Buurman  | 337    |
| 3   | A.C. Milan     | Scuderia Playteam       | Robert Doornbos | 335    |
| 4   | Liverpool F.C. | Hitech Junior Team      | Adrián Vallés   | 325    |
| 5   | A.S. Roma      | FMS International       | Franck Perera   | 307    |

## Ver Também
- Circuito Permanente de Jerez